# Centar izvedbenih umjetnosti John F. Kennedy
Centar izvedbenih umjetnosti John F. Kennedy, poznat i pod nazivom Kennedijev centar predstavlja nacionalni kulturni centar Sjedinjenih Američkih Država, smješten u Kompleksu Watergate na rijeci Potomac u Washingtonu. Godišnje ugosti više od 3500 izvedbi iz svih umjetničkih područja te oko dva milijuna posjetitelja. U sklopu centra djeluju i simfonijski orkestar, operna, kazališna i baletna kuća.
Zamisao o izgradnji nacionalnog kulturnog centra u američkoj prijestolnici iznijela je Anna Eleanor Roosevelt još 1930-ih, da bi predsjednik Dwight D. Eisenhower 1958. propisao zakonski akt o njegovoj izgradnji, koja je pričekala do 1964. godine zbog nedostatka sredstava. Centar je otvoren u rujnu 1971. godine, a nazvan je prema predsjedniku Kennediju još i prije same izgradnje, kojoj je prethodio atentat na spomenutog predsjednika.

## Vanjske poveznice
- Službene mrežne stranice